# فيت/ستاي نايت
فيت/ستاي نايت (باليابانية: フェイト/ステイナイト، بالروماجي: Feito/sutei naito) هي رواية مرئية يابانية من تطوير تايب-موون ومن كتابة ناسو كينوكو، أصدرت للويندوز في 30 يناير 2004. أُصدرت نسخة محسنة بعنوان فيت/ستاي نايت ريالتا نوا (بالإيرلندية تعني "نجم جديد") في 19 أبريل 2007 على بلاي ستيشن 2، حيث أصبحت المشاهد مصوتة وتم إستبدال المشاهد الجنسية بمشاهد أخرى وإضافة نهاية أطول للمسار الأول. ثم صدرت لأجهزة الويندوز في 2011، بلاي ستيشن فيتا في 2012، والأندرويد والـ iOS في 2015. في 28 أكتوبر 2005، أصدرت تايب-موون تتمة بإسم فيت/هولو أتراكسيا. تقع أحداثها بعد نصف سنة من أحداث فيت ستاي نايت.

## القصة

### الخلفية والأفكار
تقع أحداث فيت/ستاي نايت خلال أسبوعين من حياة إيميا شيرو، ساحر مبتدأ يذهب إلي مدرسة هوموراهارا الثانوية في مدينة فيوكي، اليابان.
الفكرة الرئيسية لفيت/ستاي نايت هي «هزيمة الذات». يوجد ثلاث قصص في الرواية المرئية كل يركز على فكرة معينة.الأول، فيت هو «الذات كمبدأ». الثاني، أنليمتد بليد ووركس هو «الصراع مع النفس على المبدأ». الثالث، هيفنز فيل هو «الاحتكاك بين الواقع والمبدأ».

### القصة
تقع في مدينة فيوكي حرب سرية وعنيفة بين السحرة، أثناء القرنين السابقيين، سبع سحرة يجتمعوا ليتنافسوا في معركة تسمى حرب الكأس المقدسة، يخاطر كل بحياته للحصول على الكأس المقدسة، كأس أسطورية قادرة على منح الأمنيات.
السبع سحرة، معروفين بالأسياد، معانون من قبل سبع كيانات يسموا بالخدم، تجسيدا لأبطال أسطوريون من كل زمن، يملكون قوي خارقة ويملكون أسلحة قوية تسمى بالوهم النبيل رمزا لبطولتهم أثناء حياتهم.

## الإستقبال
عند إصدارها في 30 يناير 2004 أصبحت فيت/ستاي نايت واحدة من أعلي الروايات المرئية مبيعا في التاريخ، وأصبحت أعلي رواية مرئية مبيعا في 2004 وبعد 18 أصبحت متوفرة باللغة العربية بعدة ترجمة فريق أتاراكسيا لها.

## وصلات خارجية
- فيت/ستاي نايت في قاعدة بيانات الرواية المرئية